# Arcuphantes dubiosus
Arcuphantes dubiosus là một loài nhện trong họ Linyphiidae.
Loài này thuộc chi Arcuphantes. Arcuphantes dubiosus được Heimer miêu tả năm 1987.